# ユナイテッドバディーベア

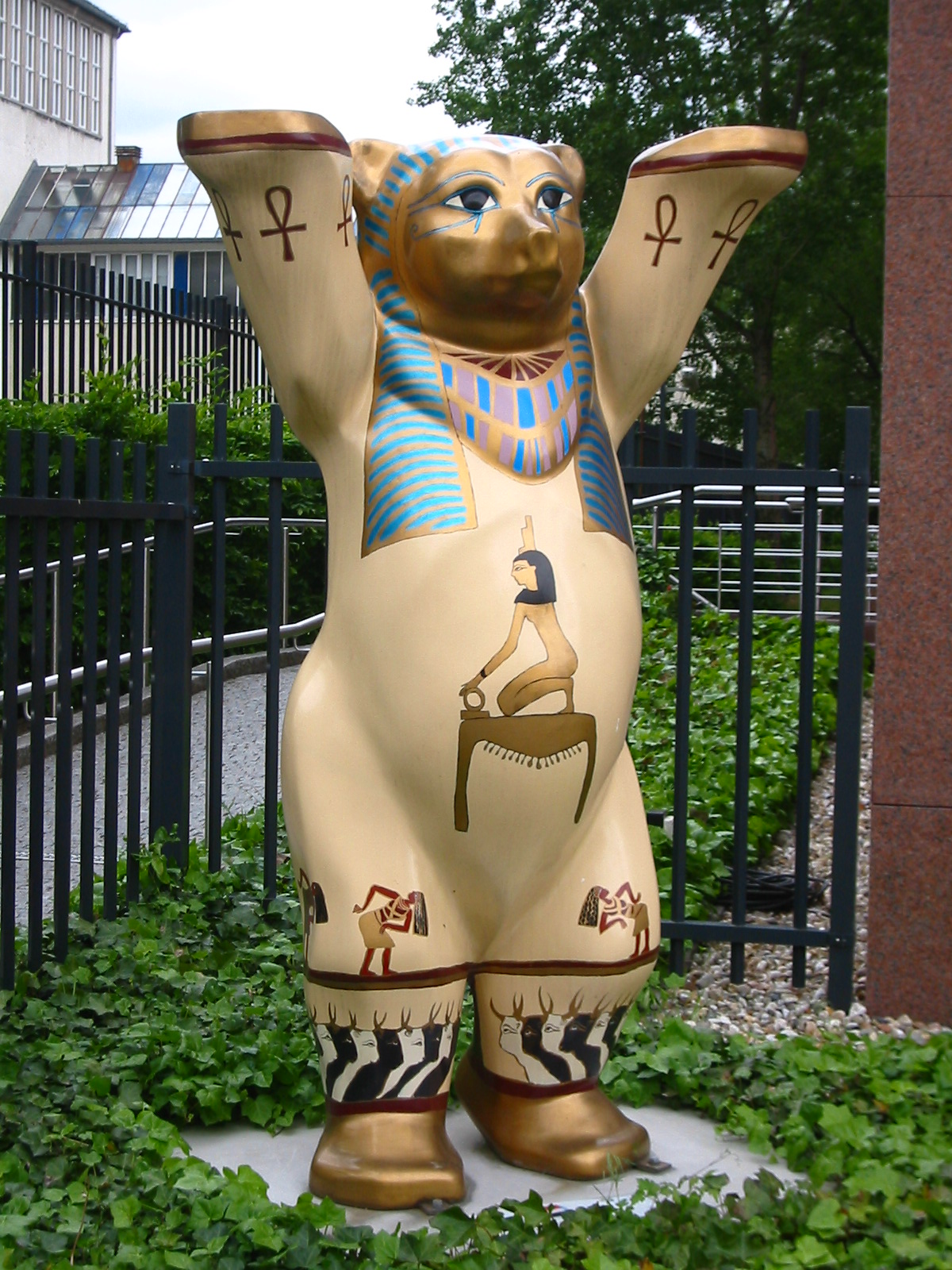

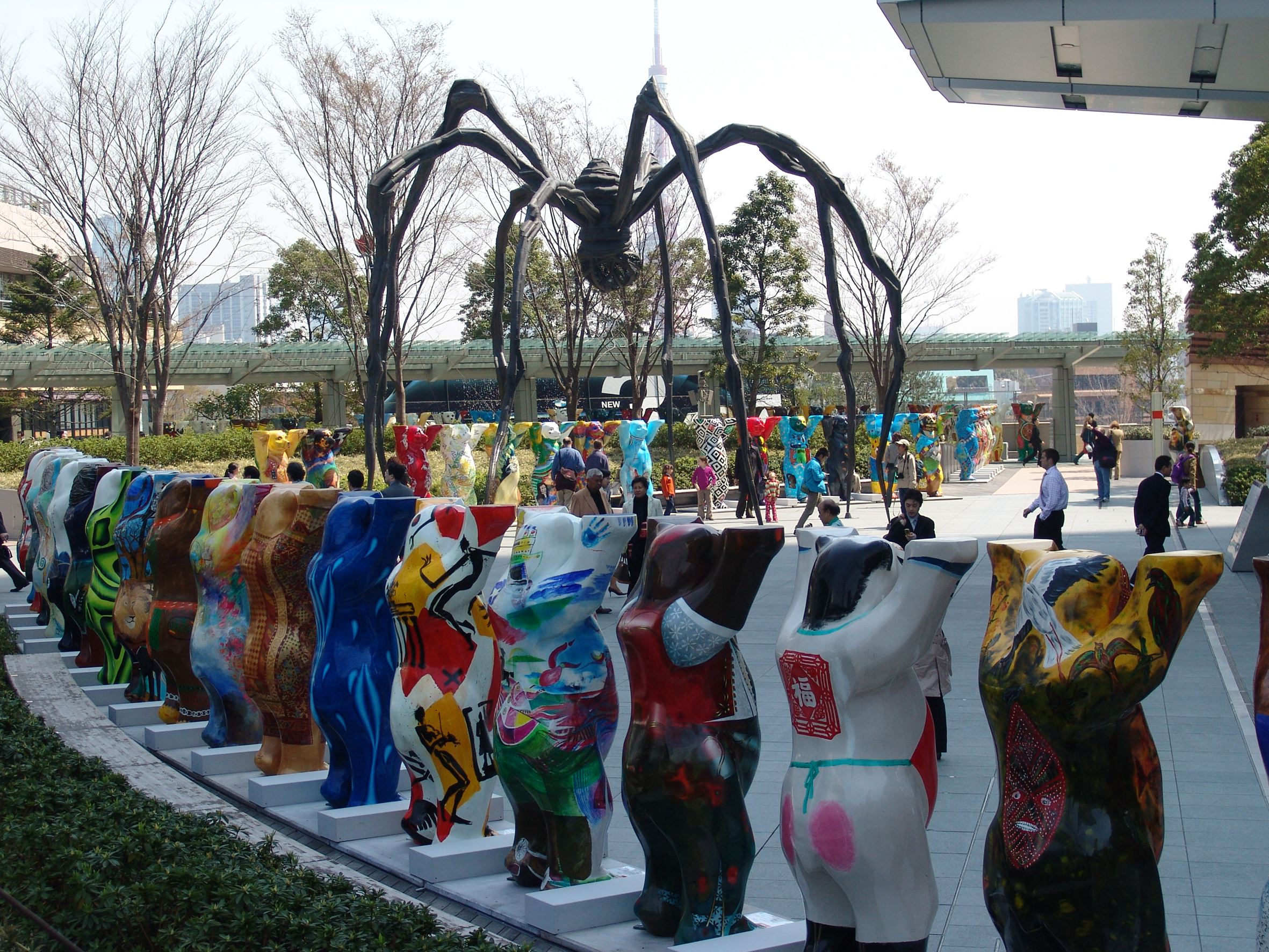
ユナイテッドバディーベア
東京 2005

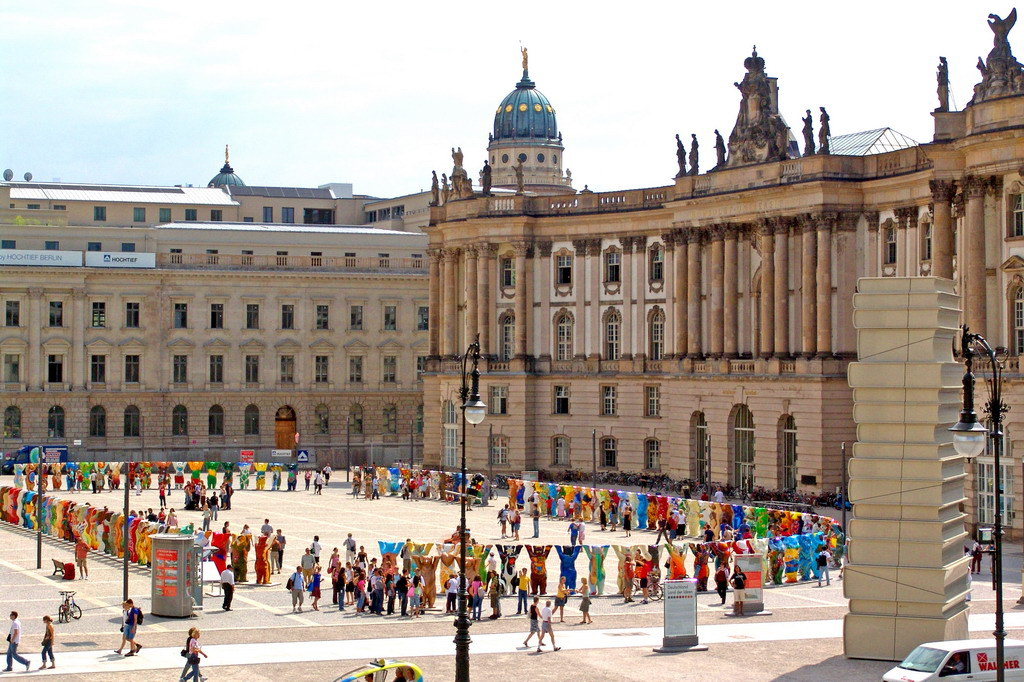
ユナイテッドバディーベア
ベルリン 2006

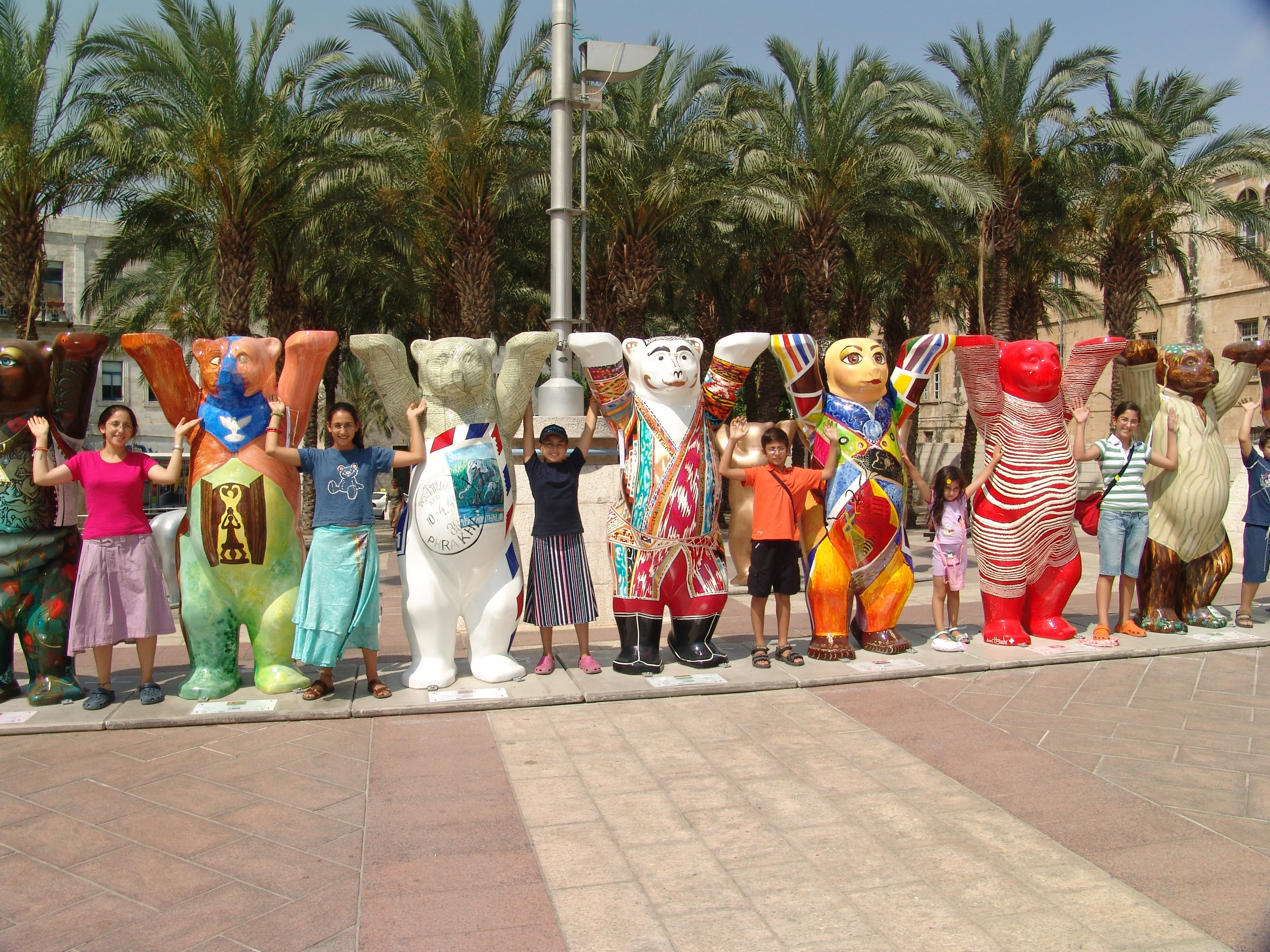
ユナイテッドバディーベア
エルサレム 2007

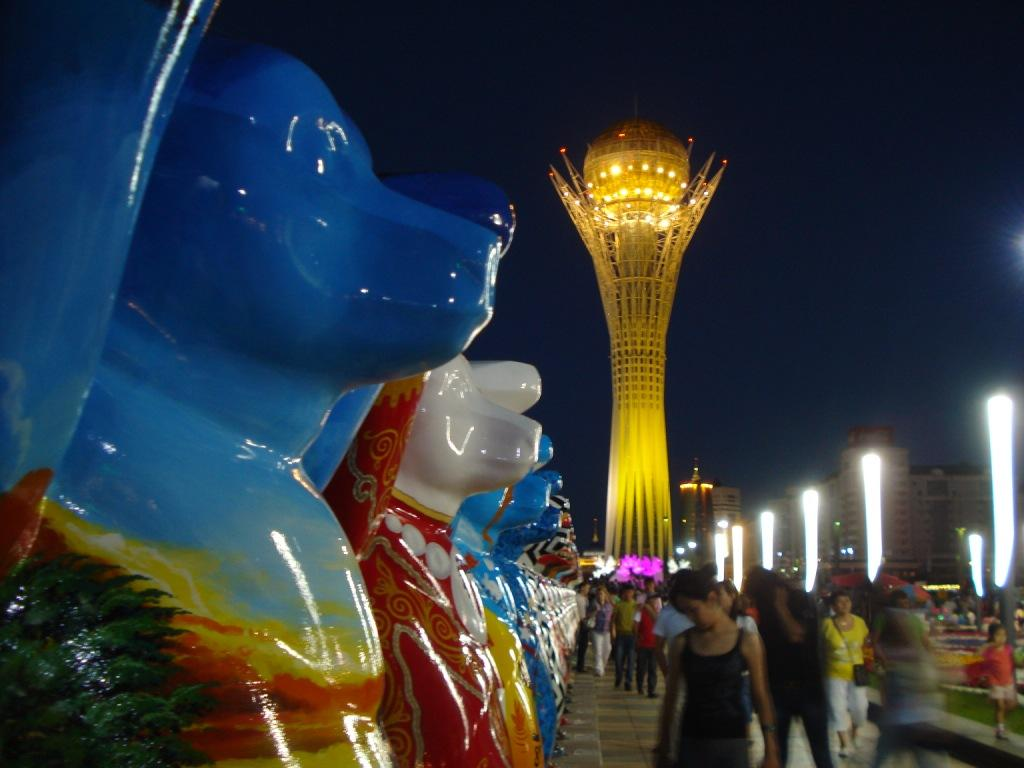
ユナイテッドバディーベア
アスタナ 2010

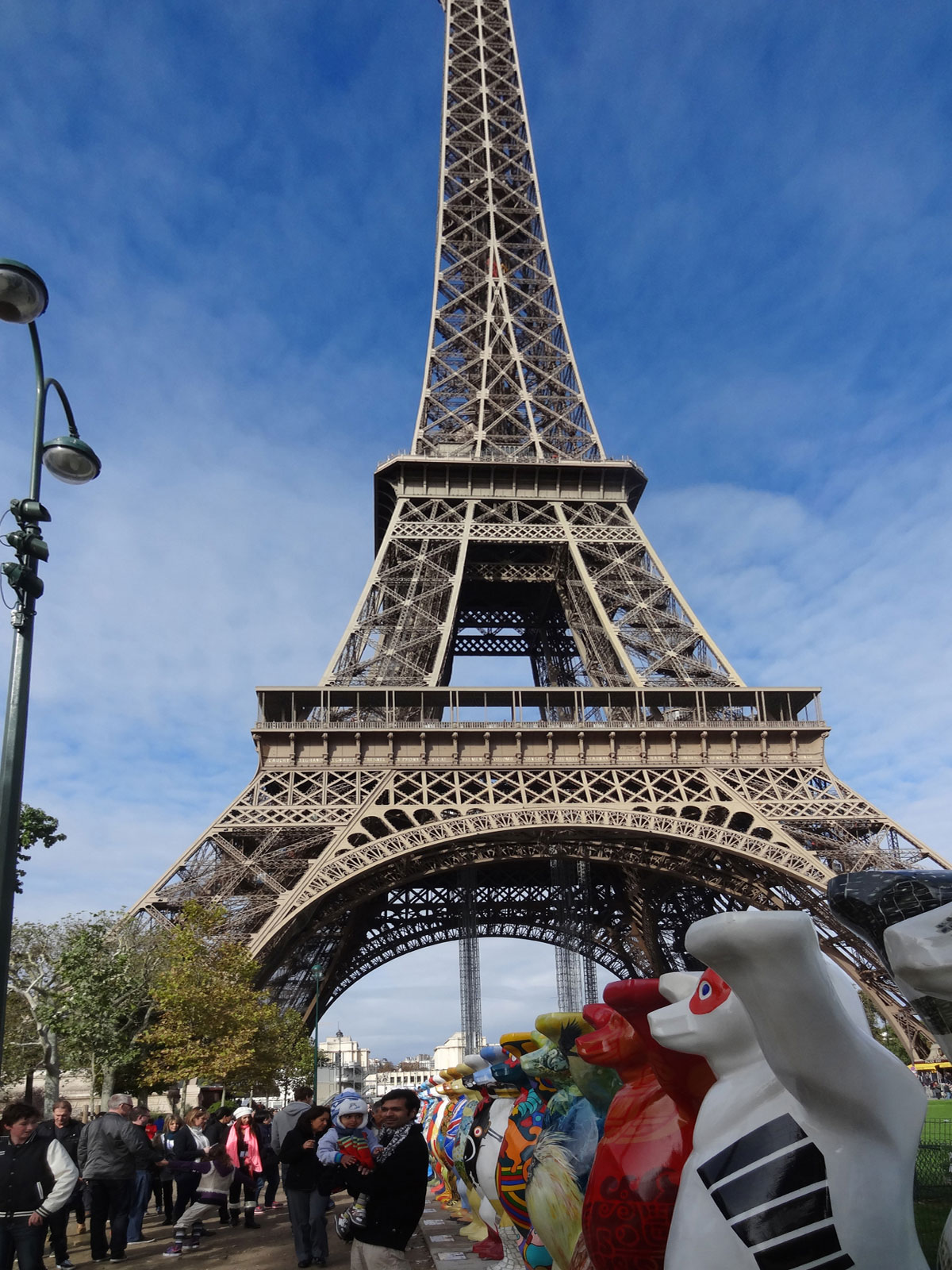
ユナイテッドバディーベア
パリ 2012

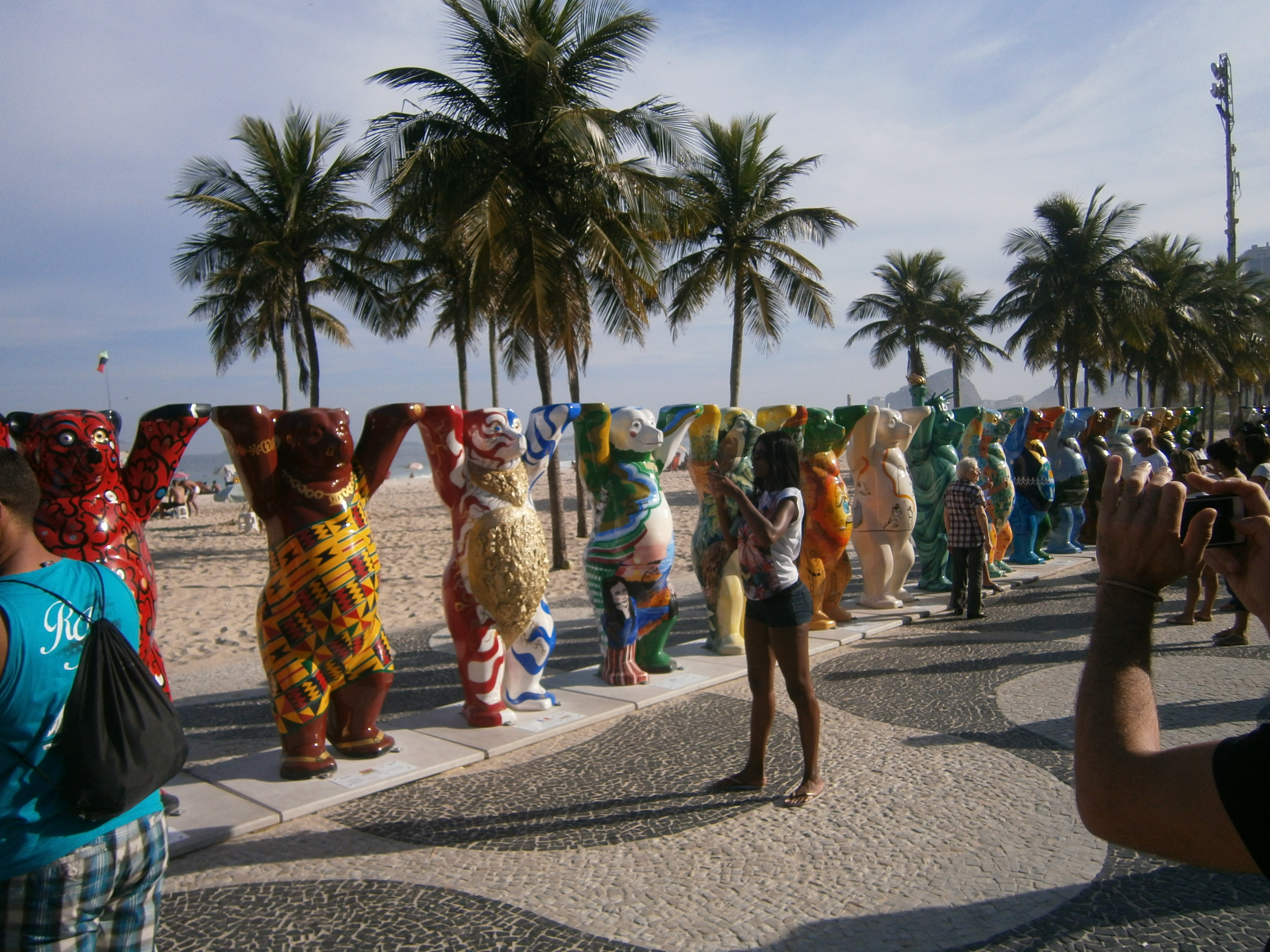
ユナイテッドバディーベア
リオデジャネイロ 2014

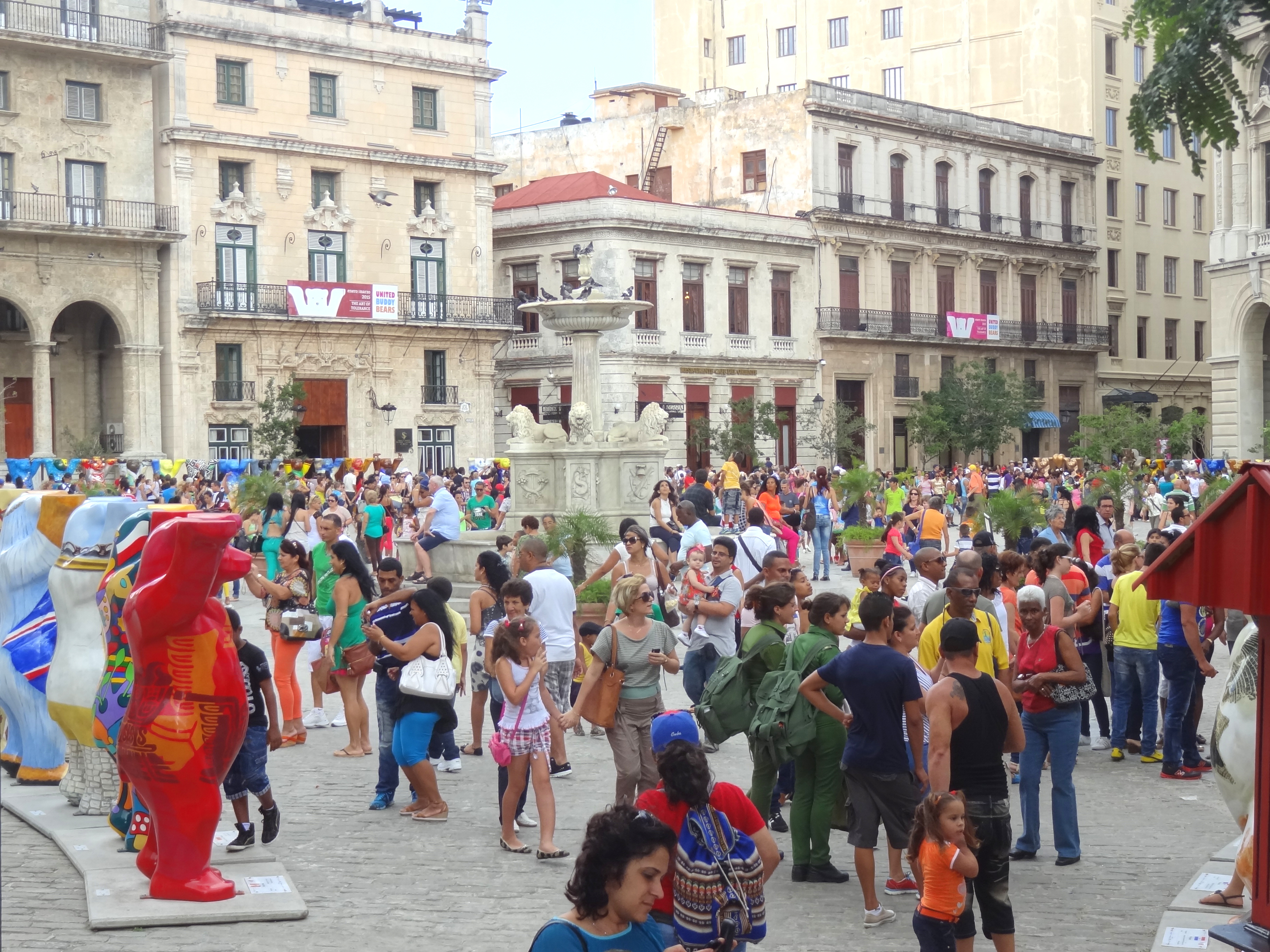
ユナイテッドバディーベア
ハバナ 2015

バディーベア (Buddy Bear) とは個別に塗られた2メートル大のクマの姿をした彫刻 
。ベルリンの公道で2001年に約300体のベアが道路や広場に設置されたのがきっかけとなって行われた。これらのベアは恵まれない子供たちのためにオークションに出されたものである。

## ユナイテッドバディーベアのワールドツアー
2002年、平和の大使であるユナイテッドバディーベア (United Buddy Bears) のグループが協力し合った。
約140体のバディーベアの彫刻が人々、文化と宗教の間における許容と人々のコミュニケーションを使命とし、それぞれのバディーベアは国連によって認められている各国とその芸術家を代表している。「より理解し、より信頼し、そしてより良い生活を送れるように学ばなくてならない」という、プロジェクトの創立者であるエヴァとクラウス・ヘルリッツによるスローガンがある。この理由から、140体のバディーベアは隣同士で手をつなぐようになっている。通常は直径約70メートルの輪になっており設立者によると、これも「許容の一種」である。

### 過去にユナイテッドバディーベアの展示会を行った都市
- 2002, 2003: ベルリン
- 2004: キッツビュール、香港、イスタンブール
- 2005: 東京[3]、ソウル
- 2006: シドニー、ベルリン、ウィーン
- 2007: カイロ、エルサレム
- 2008: ワルシャワ、シュトゥットガルト、平壌
- 2009: ブエノスアイレス、モンテビデオ
- 2010: ベルリン – 中央駅、アスタナ、ヘルシンキ
- 2011: ソフィア (ブルガリア)、ベルリン, クアラルンプール
- 2012: ニューデリー、サンクトペテルブルク、パリ[4]
- 2013: エカテリンブルク
- 2014: リオデジャネイロ[5]
- 2015: ハバナ, サンティアゴ (チリ)[6]
- 2016: ペナン州
- 2017, 2018: ベルリン[7]
- 2018: リガ[8]
- 2019: グアテマラシティ
- 2020年 - 2023年: ベルリン 動物園
- 2024: リュブリャナ[9]

このイベントは、多くの場合、国連児童基金の大使（ピーター・ユスティノフ、ジャッキー・チェン、ケン・ダン、ミア・ファロー）によって支援されているほか、イベントを開催した都市の市長によって後援されている。
他の計画都市には、ローマ、大阪、シカゴ、マドリード、リスボン、ケープタウンが含まれます。

## 東京2005年
2005年に東京で初めてのバディーベアの展覧会が六本木ヒルズで行われた。2005年は東京でもドイツ年でもあったため、展覧会はゲーテ協会の文化プログラムの一部だった。オープニングセレモニーには当時のドイツの連邦大統領ホルスト・ケーラーと当時の日本の首相であった小泉純一郎が出席し、森グループとドイツ側の推定では、4月5月の両月で300万人以上の人たちがこの平和プロジェクトのために集まったとされている。

## チャリティー活動
ベアの周りの活動と恵まれない子供たちを助けるという行為の両方が切り離せないものとなり、寄付やバディーベアのオークションによって現在（2024年の半ば）でユニセフや他の恵まれない子供たちのための団体に260万ユーロが集められた。
この合計金額のうち、森グループは2万ユーロほど寄付をしている。

## ジャッキー・チェンとベルリンのベア
2003年、『80デイズ』の撮影のためにベルリンに滞在した時、バディーベアに出会い、翌2004年に香港ビクトリアパークでこのバディーベアを展示できるように取り計らった。この展示会の開催で、ユニセフと2つの恵まれない子供たちのための団体が414万香港ドル（約5700万円）を手にした。

## 個別の展示会による政治的な側面

### 2005年ソウル
北朝鮮政府は2人の芸術家をベルリンに派遣し、ベアを北朝鮮でも展示できるよう努力したが、今のところまだ実現されていない。この時初めて南北のベアが仲良く手を取り合って並べられた。

### 2007年エルサレム
エルサレムの中心であるサフラ広場における展示会で、アラブ諸国は各国から代表の芸術家を一人ずつユナイテッドバディーベアのために派遣し、この時初めてパレスチナも他の国と並んで参加した。

### 2008年平壌
初めて海外からの展覧会が北朝鮮にやってきて、誰もが自由にアクセスできるようになった。